# 九华乡 (衢州市)
九华乡，是中国浙江省衢州市柯城区所辖的一个乡。

## 辖区
该乡辖有：	上方村、凉棚村、坞口村、源口村、新宅村、关溪村、下彭川村、上童村、外陈村、上彭川村、上清村、外近山村、上铺村、下铺村、沐三村、周角垅村、石坑源村、孟高寮村、下郑村、沐一村、沐二村、范村、下坦村、茶铺村、塔石岭村、内近山村、周公山村、下童村、外宅村、溪淤村、寺坞村、大侯村、上宅村、云头村、桥头村、
现辖：
上方村、凉棚村、坞口村、源口村、新宅村、关溪村、下彭川村、上童村、外陈村、上彭川村、上清村、外近山村、上铺村、下铺村、沐三村、周角垅村、石坑源村、孟高寮村、下郑村、沐一村、沐二村、范村、下坦村、茶铺村、塔石岭村、内近山村、周公山村、下童村、外宅村、溪淤村、寺坞村、大侯村、上宅村、云头村和桥头村。